# 苏琪·里基·安迪妮
苏琪·里基·安迪妮（1993年3月26日—），印尼女子羽毛球運動員。

## 簡歷
2009年，安迪妮代表印尼出戰馬來西亞亞羅士打舉行的世界青年羽毛球錦標賽，與蒂亚拉·罗萨莉娅·努莱达赫合作贏得女子雙打亞軍。

## 主要比賽成績
只列出曾進入準決賽的國際賽事成績：
| 年份   | 賽事                       | 公開賽級別 | 項目     | 拍檔                     | 成績   |
| ------ | -------------------------- | ---------- | -------- | ------------------------ | ------ |
| 2010年 | 印度羽毛球黃金大獎賽       | 黃金大獎賽 | 女子雙打 | 德拉·德斯迪亚拉·哈里斯   | 準決賽 |
| 2010年 | 印度羽毛球大獎賽           | 大獎賽     | 女子雙打 | 德拉·德斯迪亚拉·哈里斯   | 準決賽 |
| 2011年 | 印度羽毛球國際挑戰賽       | 國際挑戰賽 | 女子雙打 | 德拉·德斯迪亚拉·哈里斯   | 冠軍   |
| 2012年 | 中華台北羽毛球黃金大獎賽   | 黃金大獎賽 | 女子雙打 | 德拉·德斯迪亚拉·哈里斯   | 亞軍   |
| 2014年 | 印尼羽毛球國際挑戰賽       | 國際挑戰賽 | 女子雙打 | 蒂亚拉·罗萨莉娅·努莱达赫 | 冠軍   |
| 2014年 | 哥本哈根羽毛球大師賽       | 其他       | 女子雙打 | 蒂亚拉·罗萨莉娅·努莱达赫 | 亞軍   |
| 2015年 | 奧地利羽毛球公開賽         | 國際挑戰賽 | 女子雙打 | 马雷塔·德亚·乔瓦尼       | 冠軍   |
| 2015年 | 東南亞運動會羽毛球比賽     | 其他       | 女子團體 | －                       | 銅牌   |
| 2015年 | 東南亞運動會羽毛球比賽     | 其他       | 女子雙打 | 马雷塔·德亚·乔瓦尼       | 銅牌   |
| 2015年 | 越南羽毛球大獎賽           | 大獎賽     | 女子雙打 | 马雷塔·德亚·乔瓦尼       | 亞軍   |
| 2015年 | 印尼羽毛球國際挑戰賽       | 國際挑戰賽 | 女子雙打 | 马雷塔·德亚·乔瓦尼       | 亞軍   |
| 2015年 | 印尼羽毛球大師賽           | 黃金大獎賽 | 女子雙打 | 马雷塔·德亚·乔瓦尼       | 準決賽 |
| 2016年 | 印度尼西亞羽毛球國際系列賽 | 國際系列賽 | 女子雙打 | 尤尔费拉·巴卡            | 準決賽 |
| 2016年 | 樂魚羽毛球國際挑戰賽       | 國際挑戰賽 | 女子雙打 | 尤尔费拉·巴卡            | 冠軍   |
| 2016年 | 新加坡羽毛球國際系列賽     | 國際系列賽 | 女子雙打 | 尤尔费拉·巴卡            | 冠軍   |

| 2007-2017年 | 首要超級賽 | 超級賽 | 黃金大獎賽 | 大獎賽 | 國際挑戰賽 | 國際系列賽 | 未來系列賽 | 其他 |

| 2018-2026年 | 總決賽 | 超級1000賽 | 超級750賽 | 超級500賽 | 超級300賽 | 超級100賽 | 國際挑戰賽 | 國際系列賽 | 未來系列賽 | 其他 |

### 奧運會和世錦賽參賽紀錄
|          | 搭檔                     | 2011 | 2012 | 2013 | 2014 |
| -------- | ------------------------ | ---- | ---- | ---- | ---- |
| 女子雙打 | 德拉·德斯迪亚拉·哈里斯   | 32強 | －   | －   | －   |
| 女子雙打 | 蒂亚拉·罗萨莉娅·努莱达赫 | －   | －   | －   | 32強 |